# (29448) Pappos
(29448) Pappos (1997 QJ) – planetoida z pasa głównego asteroid okrążająca Słońce w ciągu 3,71 lat w średniej odległości 2,39 j.a. Odkryta 23 sierpnia 1997 roku.